# Pădure de molid

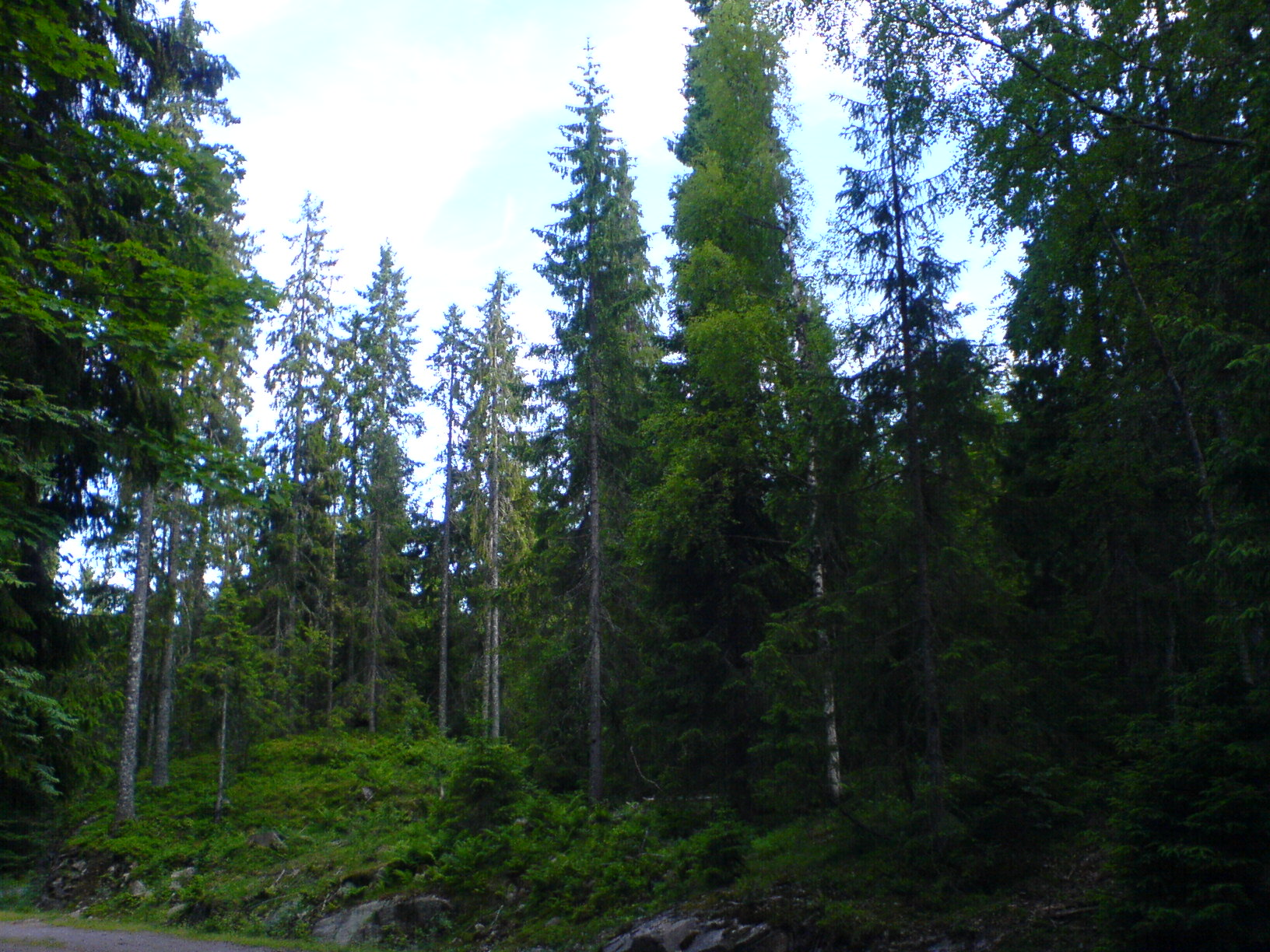

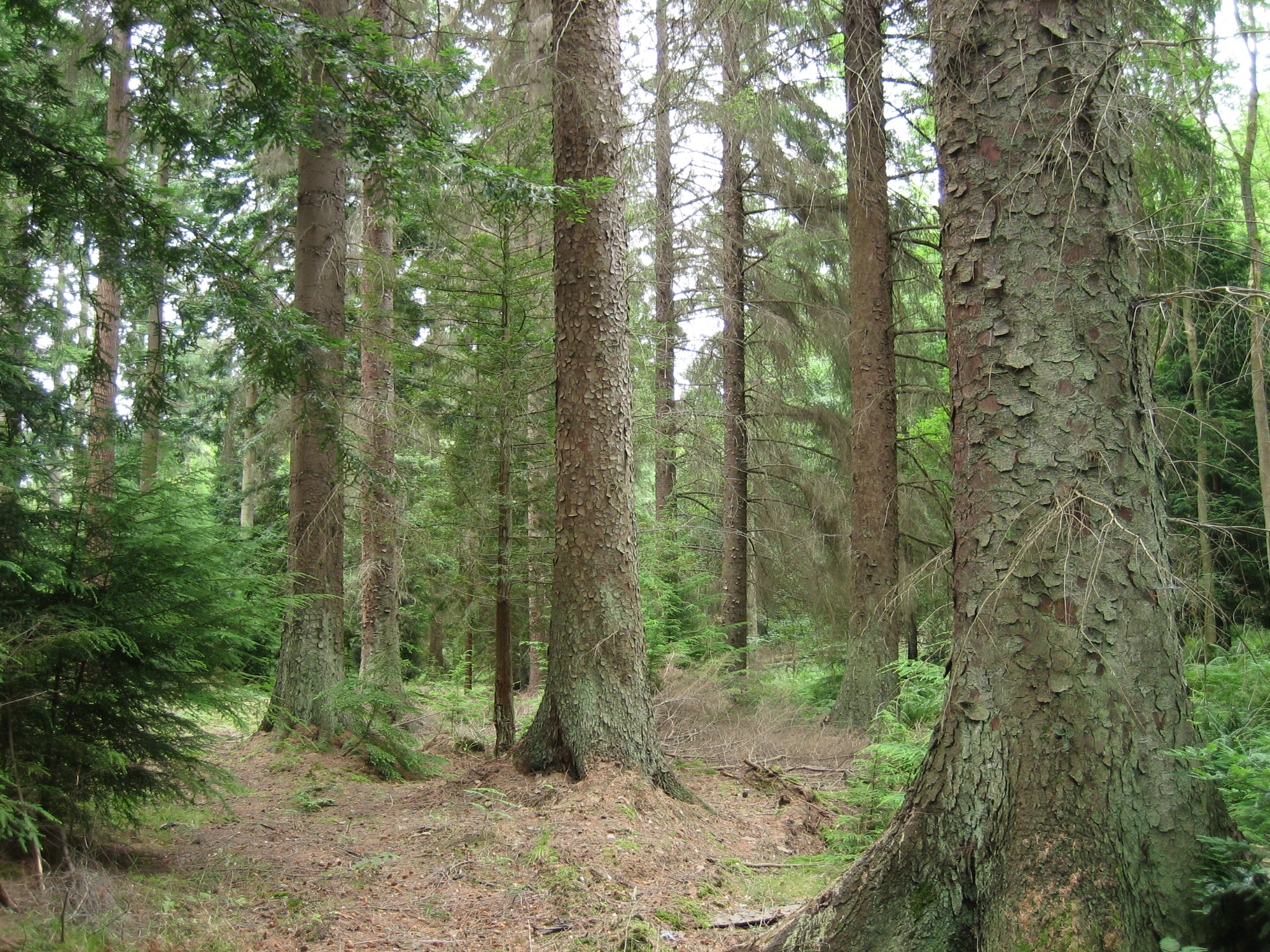
Pădure de molid
(în nordul Angliei)

Gimnospermele, reprezentate de cca. 600 de specii actuale, (dar fiind cunoscute peste 50.000 specii fosile), sunt un grup care după dominația din mezozoic au pierdut lupta în fața angiospermelor, menținându-se în arii cu condiții de viață mai dificile.
Molidul (Picea abies) este o specie cu răspândire boreală, arealul sau ocupând Peninsula Scandinavă, nordul Europei, iar mai la sud, numai etajele mai înalte ale munților Alpi, Carpați, și Balcani. Analizând dinamica creșterii molizilor, s-a constatat că maximele creșterii la inelele anuale se produc în anii reci și ploioși, iar creșterile minime în anii calzi și secetoși.

## Molidișuri
În Carpați, etajul pădurilor boreale de molid se instalează între 1.200-1600 (1.700) m altitudine. Limitele altitudinale sunt dependente atât de microclimatul locului, de orientarea versantului, poziționarea latitudinală mai sudică sau mai nordică, cât și de impactul intervențiilor umane care au modificat compoziția naturală a pădurilor. În mod natural, în partea mijlocie a acestui etaj se păstrează puritatea molidișurilor, iar către limitele superioare și cele inferioare apar și alte specii de arbori. Molidișurile sunt delimitate în partea inferioară de păduri de amestec (molid/brad/fag), iar în partea lor superioară molidișurile de limită trec în jnepenișuri. Spre deosebire de alte tipuri de vegetație, molidișurile se caracterizează prin marea lor uniformitate, cu predominarea molidului.
Rădăcinile superficiale ale molizilor fixează stratul subțire de sol. Un molid răsturnat de vânt, ne convinge cât de puțin profund este stratul de sol și cât de puțin adânc pătrund rădăcinile între pietre: se extind orizontal în toate direcțiile, se întrepătrund și mențin molidul "atașat de munte". Există și situații când rădăcinile fixează atât de puternic arborele, încât vânturile puternice frâng trunchiul, fără ca baza molidului să fie clintită din loc. 

### Molidiș montan
Molidișul montan este “o pădure mai deasă” decât molidișul de limită, de aceea aici coronamentul(coroana copacului) arborilor prezintă o mai slabă dezvoltare, cu ramuri vii numai în zona superioară a arborelui. Nefiind lumină destulă pentru fotosinteză, pe sub stratul des al frunzelor dinspre vârfuri, trunchiurile deși au crengi în partea lor inferioară, acestea sunt uscate și lipsite de ace. Trunchiuri mai subțiri sau mai groase, se ridică toate vertical, drepte și hotărâte. În molidișul montan există licheni epifiți și tericoli. Puieții de molid se dezvoltă pe trunchiurile căzute la pământ ale unor molizi ai trecutului, coloși intrați în destrămare naturală. 
Molidișul prezintă o structură verticală pe mai multe straturi distincte. Stratul arborescent are înălțimea medie de 18-22 m, cu o acoperire de 80-95% și este constituit aproape exclusiv din molizi Picea abies, rar apărând exemplare de brad Abies alba, sorb Sorbus aucuparia, paltin Acer pseudoplatanus, fag Fagus sylvatica și altele. Stratul arbustiv al pădurii de molid este slab dezvoltat, acoperind 5% din suprafață, și fiind format din exemplare tinere ale speciilor menționate anterior, mai cu seamă molid Picea abies, precum și exemplare rare de Sorbus aucuparia. Stratul ierbos are o acoperire neuniformă, apărând mai pregnant în luminișuri, unde putem vedea o acoperire mai mare spre exemplu cu macrișul iepurelui Oxalis acetosella, afin Vaccinium myrtillus etc. Stratul muscinal este reprezentat de specii de mușchi care se instalează pe trunchiurile de arbori sau pe pietre.
Molidișul își trăiește liniștea. Se-aude doar strigătul metalic de forfecuțe (Loxia curvirostra), ciudatele păsări cu ciocul în foarfecă, specializate pe consumul semințelor din conuride molid; masculul este roșiatic, iar femela verzui-cenușie. De-a lungul plimbării constați cum un uriaș trunchi de molid este ‘bine lucrat’, ciopârțit, scobit de ciocănitoarea neagră (Dryocopus martius); aceasta, cu penaj negru cu o pată roșie pe creștet, este cea mai mare dintre ciocănitorile din Europa; este o pasăre care cuibărește în scorburi săpate în trunchiuri de arbori cu lemn moale, molidul din înălțimile montane și salciile bătrâne de-a lungul apelor deltei. Avifauna pădurilor de molid prezintă populații de păsări cuibăritoare relative uniform răspândite în molidișul cu o accentuată uniformitate. Unele specii sunt euribionte cinteză (Fringilla coelebs), sturzul cântător (Turdus philomelos), iar altele de taigă: cocoșul de mesteacăn (Bonasa bonasia), cocoșul de munte (Tetrao urogallus), ciocănitoarea neagră (Dryocopus martius), ciocănitoarea cu trei degete (Picoides tridactylus), aușel cu cap galben (Regulus regulus), pițigoiul de munte (Parus montanus), pițigoi moțat (Parus cristatus), pițigoi de brădet (Parus ater), mugurar (Pyrrhula pyrrhula) etc. Pe lângă pâraie se poate vedea pescărelul negru (Cinclus cinclus). Cocoșul de munte (Tetrao urogallus) este o pasăre caracteristică pădurilor bătrâne de molid și zonelor marginale ale acestora. Urși (Ursus arctos) bătrâni ce se odihnesc prin văgăuni, râși eurasiatici (Lynx lynx) tiptili ce se furișează în urmărirea cocoșului de munte… 
În molidiș condițiile ecologice caracterizate prin temperaturi scăzute, insolație scăzută în interiorul pădurii, umiditatea ridicată și permanența nu favorizează reptilele, care lipsesc cvasi-total din pădurea compactă de molid. Pe lângă pârâu este mai multă exuberanță de viață, perne de mușchi umezi, insecte pe ierburi, tufe cu flori, miresme de plante. Amfibienii, legați de apă stagnantă și umezeală ridicată, suportă cu mai mult succes temperaturile scăzute din molidiș. Aici putem întâlni mai rar salamandra (Salamandra salamandra) și mai frecvent tritonul alpin (Triturus alpestris), ivoraș cu burta galbenă (Bombina variegata), broasca roșie de munte (Rana temporaria).
În Carpați, un hectar de pădure de molid are cca 760 exemplare de arbori, cu diametrul la sol între 3 și 70 cm, ceea ce reprezintă o biomasă vegetală uscată de cca 280 tone, pe lângă care mai sunt cca 5 tone de ierburi, mușchi, arbuști la fiecare hectar; comparativ cu asta, biomasa vegetală uscată a jnepenișului este de cca 200 tone la hectar, ceea ce este totuși destul de mult, când vedem că raportul este de 280 la 200 t/ ha între pădurea de molid și jnepeniș.

### Molidiș de limită
Molidișurile de limită, la zona de întrepătrundere a molidișului cu jnepenișul, au stratul arborescent cu o acoperire din ce în ce mai redusă odată cu altitudinea. Înălțimea maximă a arborilor este de cca. 15–18 m. Stratul arbustiv este format din exemplare de Pinus mugo, Juniperus commmunis nana, Rubus idaeus, Salix caprea, precum și exemplare scunde de Picea abies și Pinus cembra. Diversitatea speciilor precum și diversitatea intraspecifică (subspecii, varietăți, forme, ecotipuri, idiotipuri) cu diferite caracteristici genetice, implicit adaptări diferite la condițiile staționare variate, duc la creșterea stabilității acestor ecosisteme. Datorită închegării mai slabe a coronamentului arborilor, aici stratul ierbos și muscinal este mai dezvoltat. S-a constatat că diversitatea floristică este mai mare în molidișul de limită, în comparație cu molidișul compact, dar mai apoi se reduce și mai mult decât în molidiș, odată ce jnepenișurile devin închegate. Desigur, diversitatea floristică înseamnă și o mare diversitate de insecte.
În molidișurile de limită, flora de licheni este mai bogată decât în molidișul compact; în unele locuri, speciile tericole sunt masiv prezente. Precipitațiile abundente ridică umiditatea atmosferică. Norii frecvenți din timpul verii, precum și marea cantitate de zăpadă din timpul iernii, constituie rezerve de apă care favorizează dezvoltarea lichenilor. Există multe specii aerofile care își acoperă necesitățile de apă numai din aer, din ceața frecventă în această regiune. Rata acoperirii molizilor este mai slabă în partea inferioară, crescând spre partea superioară, dar biomasa maximă este atinsă spre mijlocul arborilor. Studii din Carpați au arătat că biomasa lichenilor epifiți este localizată în proporție de cca 80 % pe crengile molizilor.
Molidișurile de limită prezintă condiții de viață mai favorabile pentru herpetofauna decât molidișul compact. În zona de lizieră a pădurii (ecotonul molidiș-jnepeniș-pajiște subalpină) pot fi observate pe lângă specii de amfibieni cum sunt tritonul alpin (Triturus alpestris), ivoraș cu burta galbenă (Bombina variegată) broasca roșie de munte (Rana temporaria) și specii de reptile cum sunt naparca/ șopârla fără membre (Anguis fragilis), șopârla de munte (Lacerta vivipara), șopârla de câmp (Lacerta agilis), vipera (Vipera berus).
Avifauna molidișurilor de limită este relativ săracă atât ca număr de specii cât și ca număr de indivizi, dintre speciile cuibăritoare mai reprezentative fiind mierla gulerată (Turdus torquatus), brumărița de pădure (Prunella modularis), mugurarul (Pyrrhula pyrrhula), alunarul (Nucifraga caryocatactes) etc. Corbii (Corvus corax) pot să zboare chiar și cu partea dorsală orientată în jos. Pasărea emblematică a Corvinilor, croncăitul corbilor străbate atmosfera munților, cețurile și pădurile. Corbul trăiește în perechi trainice, care rămân împreună și pe timp de iarnă, și își apără teritoriul de cuibărit. Cuibul este construit pe arbori uriași, sau pe stânci, în locuri greu accesibile. Suprafața cuibului prezintă pe la margini crengi groase, spre interior fiind din ce în ce mai fine, pentru că la mijloc să fie o adâncitură căptușită fin, cu fire de blănuri de animale. Ouăle sunt albastru-verzui, cu puncte cafenii-brune. Ponta are 4-6 ouă. Puii eclozează după cca 3 săptămâni de clocit. Cât sunt mici, în primele două săptămâni, puii sunt cvasi-permanent îngrijiți de femelă, care îi păzește, îi apără de frig, îi hrănește cu hrana adusă de către mascul la cuib. Când puii devin mai mari, hrana este adusă de ambii părinți. Corbul este o pasăre omnivoră, consumă rozătoare, hrană vegetală, dar și hoituri. Iarna, mai cu seamă exemplarele tinere se adună în carduri pe lângă câte-un hoit găsit în peregrinările lor haotice!

## Gestionarea molidișurilor
Pădurile au un important rol de modelare a climatului, realizând o termoreglare prin reducerea extremelor termice. Temperatura din molidiș este mai puțin fluctuantă și cu extreme mai reduse decât cea din exterior. Terenul deschis se caracterizează printr-o umiditate mai redusă decât pădurea închegată. În munții înalți care înconjoară Maramureșul, cele 13.000-14.000 tone de apă la hectar pe an (1.300-1.400 mm pe an) reprezintă un potențial hidrologic important. Pădurea reduce eroziunea care de altfel ar avea efecte dramatice.
Privind unele dintre pădurile Maramureșului, avem tendința de a simți că suntem în mijlocul imperiului naturii nepervertite, pure. De multe ori ne înșelăm. Arboretele sunt “conduse” spre structuri care convin omului pe bază considerentelor economice. Acești arbori aparțin speciilor care dau lemn de calitatea dorită pentru diverse prelucrări, sau unor specii rapid crescătoare, care dau lemn mult. Selecția intraspecifică continuă, prin plantarea de puieți care provin din semințele asa-zișilor “arbori-plus”, cu caractere considerate necesare arborilor din viitor, normal, tot pentru utilizarea lor economică. Restul arborilor sunt “sortiți pieirii”, tăiați, iar astfel diversitatea genetică scade. Multe gene și combinații de gene se pierd definitiv, iar populațiile de arbori din păduri devin mai vulnerabile la diverse schimbări ale factorilor de mediu. Așa-zisa ameliorare a calității arborilor este un atentat la diversitatea biologică naturală. Se ajunge la o domesticire și la o direcționare a genotipurilor (și în consecință a fenotipurilor) spre întărirea caracterelor necesare din punctul de vedere al specialistului din silvicultură, intervenindu-se grav în evoluția naturală a speciilor. Astfel, “speciile cultivate”, deci speciile de arbori care formează “pădurea”, sunt direcționate în conformitate cu interesele economice momentane și de ideile oricum discutabile ale “specialiștilor”.
Pădurile de molid Picea abies, întinse în zone montane cu climat rece și umed, după ce au fost exterminate prin tăieri rase spre exemplu pe tot versantul maramureșean al Munților Rodnei, au fost înlocuite de monoculturi de molid cu arbori de aceeași vârstă. Doborâturile de vânt și rupturile de zăpadă produc distrugeri majore în monoculturile de molid. Acestea sunt plantații pure, uniformizate, realizate uneori cu puieți "genetic ameliorați", cu diversitate genetică redusă, deci cu adaptabilitate la fel de scăzută: aceste intervenții silviculturale reprezintă un mod de subminare a ecosistemului. Sunt cunoscute acțiunile silviculturale de "poluare" genetică prin care se hibridizează populații locale bine adaptate condițiilor staționare, cu diverse alte materiale genetice de proveniență alohtonă. Consecințele sunt imprevizibile pe termen lung, dar oricum duc la modificerea constelației genetice a populației ancestrale, bine adaptate condițiilor locale. Uniformizarea arborilor care formează pădurile, a dus la scăderea diversității celorlalte grupe de organisme din păduri, de la insecte la păsări și mamifere. Silvicultorul clasic nu a înțeles că în pădure trebuie să rămână și arbori în putrefacție căzuți pe sol sau ‘în picioare’, cu scorburi etc. pentru a asigura mediul de viață al speciilor care trăiesc în astfel de medii. 
"Silvicultorul, efectuând intervenții nechibzuite, decise fie din necunoștință de cauză, fie chiar din nesocotirea flagrantă a legilor naturii, a îngustat diversitatea biologică a pădurilor, peste limitele suportabilității. Ecosistemele naturale, pluriene și amestecate, de o excepțională stabilitate, au fost brutal distruse în numele principiilor ‘domesticirii’ pădurii și ‘modernizării’ silviculturii. Astfel, în urma aplicării de tăieri rase urmate de plantații au rezultat monoculturi sau arborete aproape pure de rășinoase... fără o eșalonare etajată, a coroanelor și a sistemului de înrădăcinare a arborilor. Prin artificializarea arboretelor... silvicultorul a subminat rezistența naturală a ecosistemelor forestiere... (Giurgiu V., 1995)".
Gestionarea durabilă înseamnă administrarea și utilizarea ecosistemelor, astfel încât să nu scadă diversitatea lor biologică, astfel încât capacitatea lor de regenerare să fie menținută, iar asigurarea de către ele a funcțiilor ecologice și economico-sociale să se poata menține pe termen lung. Întrebarea este dacă hrapareția omului și gestionarea durabilă pot să încapă pe o măruntă planetă numită Terra.